# 춘복도
춘복도(春福島)는 경상남도 통영시 한산면에 있는 섬이다. 특정도서로 지정하여 관리되고 있다.

## 특정도서
춘복도는 해식곡, 타포니 등 지형경관이 우수하고, 멸종위기야생생물 1급인 수달이 서식하며, 다양한 상록활엽수림을 비롯하여 식물구계학적 특정식물이 다수 분포하는 등 식물다양성이 풍부하여 독도 등 도서지역의 생태계보전에 관한 특별법에 의거 특정도서로 지정되었다.
- 지정번호 : 특정도서 제247호
- 면적 : 15,868m2
- 지번 : 경상남도 통영시 한산면 비진리 산97, 산9

## 행위 제한
특정도서안에서는 「독도법」 제8조에 의거 누구든지 다음 각호의 1에 해당하는 행위를 하거나 허가를 하여서는 아니된다.
- 건축물·공작물의 신축·개축·증축
- 개간·매립·준설 또는 간척
- 택지의 조성·토지의 형질변경·토지의 분할
- 공유수면의 매립
- 입목·죽의 벌채 또는 훼손
- 도로의 신설
- 흙·모래·자갈·돌의 채취, 광물의 채굴, 지하수의 개발
- 가축의 방목, 야생동물의 포획·살생 또는 그 알의 채취, 야생식물의 채취
- 특정도서에 서식하거나 도래하는 야생 동·식물 또는 특정도서 안에 존재하는 자연적 생성물을 그 섬 밖으로 반출하는 행위
- 특정도서 안으로 생태계 위해 외래 동·식물을 반입하는 행위
- 폐기물을 매립 또는 투기하는 행위
- 인화물질을 이용하여 음식물을 짓거나 야영을 하는 행위
- 지질·지형·자연적 생성물의 형상손괴 기타 이와 유사한 행위